# Saqueig de Cadaqués i Palamós
El saqueig de Cadaqués i Palamós fou un atac otomà a la costa catalana el 1543.

## Antecedents
El 1542, Francesc I de França preparava la guerra contra Carles V, i va acordar amb Solimà I el Magnífic l'obertura dels ports de Marsella i Toló a les flotes otomanes, i les flotes turques podien castigar el litoral català des de més a prop i les tropes franceses tenien via lliure per envair la frontera del Rosselló.
Khair ed-Din Barba-rossa va arribar a Marsella el 5 de juliol de 1543 i després de saquejar Niça es va dirigir a Toló per passar l'hivern i atacar la costa catalana.

## L'atac
El 5 d'octubre de 1543, 23 galeres otomanes de Khair ed-Din Barba-rossa van desembarcar a Cadaqués. Els vilatans estaven previnguts i havien fugit així que els atacants van saquejar totes les cases i enderrocar l'església. L'endemà, un miler de milicians de Girona, Palafrugell, Siurana, Verges i Rocabertí van dirigir-se a Roses per defensar-la del possible atac. La matinada del dia 7, els otomans i tropes de reforç enviades van arribar a Sant Feliu de Guíxols des de Girona,
Els otomans van atacar Palamós, primer disparant els canons des de les galeres per desembarcar a la platja gran, entrant a la vila a través d'un forat als murs conegut com les escales del Perill, i tot i que bona part dels defensors van optar per fugir de la població, un petit grup va seguir lluitant fins al darrer alè. Els atacants van cremar l'esglesia de Santa Maria i destruir la iconografia cristiana i prenent les campanes, el vaixell del mossèn de Calella de Palafrugell i una galera de l'emperador i cremant o destruir la resta dels edificis.

## Conseqüències
El desastre de Palamós va ser conegut arreu i fins i tot el papa Pau III va intervenir per ajudar a retornar la vila a la normalitat. Molts habitants varen fugir i un gran percentatge no tornaren mai més, es quedaren a viure pels pobles veïns. Les naus tornarien cap a Constantinoble la primavera següent, tot vorejant i saquejant les costes italianes.
El litoral català fou atacat de nou el 1545.